# Кордельеры
Кордельеры (фр. Club des Cordeliers) — политический клуб в эпоху Великой французской революции, известный сначала под именем клуба «Друзей прав человека»; собирался в предместье Сент-Антуан (фр. Saint-Antoine), в старом монастыре кордельеров (или, иначе, францисканцев), отчего и получил своё название. Здесь сначала происходили только беседы о нравственных и политических вопросах, но скоро стали страстно обсуждаться и жгучие вопросы дня. В своих принципах кордельеры сходились с якобинцами, участвовали в их заседаниях и решениях, и хотели только «в более обширных размерах осуществить понятия о свободе и равенстве, создать демократию на самой широкой основе».
Во главе этого клуба стояли Жан-Поль Марат, Жорж Жак Дантон и Камиль Демулен. Также к нему принадлежали Теруань де Мерикур и эбертисты: Жак-Рене Эбер, Пьер Гаспар Шометт, Жан-Батист Гобель и другие. Близок по взглядам к эбертистам был Анахарсис Клоотс, хотя формально он входил не в клуб кордельеров, а в клуб якобинцев.
В 1791 году Дантон и Демулен вошли в Якобинский клуб, в 1792 году стали якобинцами также Эбер и Шометт. При этом они не переставали быть кордельерами: Демулен почти до самой смерти издавал газету «Старый кордельер», а Эбер оставался председателем клуба кордельеров.
Кордельеры не имели такой прочной организации и дисциплины, как например, якобинцы: их заседания были беспорядочны, их дебаты не чужды посторонних влияний, например влиянию герцога Орлеанского; но, опираясь на низшие классы, из среды которых обычно выбирались новые члены, они образовали (особенно 20 июня и 10 августа 1792 года и в первые дни республики) довольно сильную «партию действия». Ещё раньше, в 1791 году, они составили петицию о низвержении короля и возложили её на Марсовом поле, на алтарь Отечества, приглашая всех граждан подписываться под ней.
В марте-апреле 1794 года были арестованы и казнены вначале эбертисты и их сторонники, а затем — дантонисты (Дантон, Демулен и другие).
Постепенно клуб кордельеров ослабел. После закрытия якобинского клуба в ноябре 1794 года некоторые бывшие якобинцы влились в клуб кордельеров. 20 февраля 1795 года был закрыт и клуб кордельеров.